# Edgar Kosma
Edgar Kosma de son vrai nom Benoit Dupont, né le 15 janvier 1979 à Namur (région wallonne), est un écrivain, scénariste de bande dessinée, éditeur et comédien belge francophone. En 2018, il change officiellement son prénom de naissance en Edgar, pour devenir Edgar Dupont à la ville, un nom plus proche de son pseudonyme d'artiste. 

## Biographie
Benoit Dupont naît le 15 janvier 1979 à Namur,.
Diplômé en philosophie à l'ULB et en journalisme à l'UCL.

### Carrière littéraire
Son premier roman, Éternels Instants, paraît aux Éditions La Renaissance du livre en 2010.
Son deuxième roman intitulé Comment le chat de mon ex est devenu mon ex-chat paraît en 2015 chez ONLit Éditions.
Son troisième roman, Là où ça fait mal, illustré par Romain Renard, paraît le 12 octobre 2016 chez ONLit Éditions.
Edgar Kosma est, en outre, le scénariste de la bande dessinée Le Belge, réalisée avec le dessinateur Pierre Lecrenier. Un premier album paraît fin 2013 aux éditions Delcourt, un second tome en novembre 2014, ainsi qu’un troisième opus en novembre 2015 chez le même éditeur. Et en novembre 2018 paraît le premier roman graphique de la série, après trois tomes de strips, Le Belge du futur,. À noter qu'entre septembre 2012 et juin 2014, Le Belge est aussi publié chaque semaine dans le magazine belge d’information Le Vif/L'Express.
Dans ses thèmes de prédilection, on retrouve la brièveté de la vie, le temps qui passe et la question de l'obsession. Grâce à un humour féroce et par l'absurde, Edgar Kosma porte un regard sans concession sur le quotidien et les travers de ses contemporains.
Par ailleurs, Edgar Kosma remporte la Médaille d’argent dans la compétition « Création littéraire » aux Jeux de la Francophonie 2013 à Nice, en présentant la nouvelle inédite Hors cadre.
Il est également cofondateur de ONLIT Éditions, maison d'édition littéraire belge, où il ne travaille plus depuis avril 2017.

### Vie privée
Il vit et travaille à Bruxelles depuis 1998.

## Œuvres

### Littérature
Liste sélective
- 2010 : 
  - Éternels Instants : roman, Bruxelles, La Renaissance du livre, 237 p. (ISBN 978-2-507-00487-3)
  - Éternels Instants, ONLit Éditions, édition numérique, 2012 (ISBN 978-2-87560-004-2, présentation en ligne) .
- 2012 : (en + fr) 20 ans : De l’autre côté, ONLit Éditions, 2012 (ISBN 978-2-87560-008-0, présentation en ligne)
- 2014 : Une mauvaise histoire vraie (nouvelle), éditions Maelström, coll. « Bruxelles se conte »  (ISBN 978-2-87505-182-0)
- 2015 : Comment le chat de mon ex est devenu mon ex-chat, ONLit Éditions, 2015, 130 p. (ISBN 978-2-87560-059-2, présentation en ligne)
- 2016 : Là où ça fait mal[10]  (ill. Romain Renard, Roman illustré), ONLit Éditions, 112 p. (ISBN 978-2-87560-082-0, présentation en ligne)
- 2019 : #VivreAuVingtEtUnièmeSiècle (récit poétique), L'Arbre à Paroles, coll. « IF »  (ISBN 9782874066887).

### Ouvrages collectifs
- 2011 : Les Sens et l'Essence (nouvelle in recueil collectif 25 minitrips en wagon-lit décapotable), La Renaissance du livre
- 2012 : Transaction en cours (nouvelle in recueil collectif Bruxelles Midi), ONLit Éditions, édition numérique
- 2015 : L'Idiot du village (nouvelle in recueil collectif Bruxelles Noir), Akashic Books (États-Unis) et Asphalte éditions (France)
- 2015 : Une tentative de dissertation sur la littérature belge qui tombe comme un poil de nez dans mon verre à bière (article in Cousins de personne, revue franco-québécoise en ligne et papier), novembre 2015.

### Bandes dessinées
- 2013 : Pierre Lecrenier (dessinateur) et Edgar Kosma (scénariste), Le Belge, Delcourt, 2013, 96 p. (ISBN 978-2-7560-5363-9, présentation en ligne)
- 2014 : Pierre Lecrenier (dessinateur) et Edgar Kosma (scénariste), Tout est bon dans Le Belge, Delcourt, 2014, 96 p. (ISBN 978-2-7560-6816-9, présentation en ligne)
- 2015 : Pierre Lecrenier (dessinateur) et Edgar Kosma (scénariste), Le Belge parle aux Français, Paris, Delcourt, 90 p. (ISBN 978-2-7560-7337-8, présentation en ligne)
- 2018: Pierre Lecrenier (dessinateur) et Edgar Kosma (scénariste), Le Belge du futur, Paris, Delcourt, 123 p. (ISBN 978-2-413-00537-7, présentation en ligne)premier roman graphique après trois premiers tomes de strips

### Autres
- La Femme cougar  (Roman destiné aux lecteurs adultes débutants, dans une collection publiée à l'initiative de Lire et Écrire Luxembourg), Éditions Weyrich, coll. « La Traversée » (ISBN 978-2-87489-352-0, présentation en ligne)
- L'Assassin n'habite pas rue de Flandre, Bruxelles, Lamiroy, coll. « Opuscules », 16 mars 2018 (ISBN 978-2-87595-124-3)

## Prix et distinctions
- Sélection finale du prix Senghor du premier roman francophone 2010 pour Éternels Instants[1] ;
- Finaliste du prix Jean Muno 2011 et mention spéciale du jury pour Éternels instants[1] ;
- Médaille d’Argent aux Jeux de la Francophonie 2013 du concours « Création littéraire » avec la nouvelle inédite Hors cadre[9] ;
- Finaliste du prix Club Belgique 2017 pour Là où ça fait mal ;
- Manneken Prix de l'auteur bruxellois de l'année 2019 pour #VivreAuVingtEtUnièmeSiècle[11].

### Articles
- Edgar Kosma (interviewé par Alexis Seny), « Avec le Belge du futur, Edgar Kosma tente de sauver la Belgique: « La N-VA surfe la vague mais, au moment de trancher, il n’y aura plus personne: ils peuvent dire qu’ils ont la solution… mais après ? » », Branchés Culture,‎ 5 février 2019 (lire en ligne, consulté le 19 octobre 2024).

### Vidéographie
- [vidéo] « Une dose d'humour - Edgar Kosma », sur YouTube, 1er juin 2023